# 封開県
封開県（ふうかいけん）は中華人民共和国広東省に位置する省直轄の県であり、しばらくの間、肇慶市の代理管轄下に置かれている。

## 歴史
1961年に徳封県のうち旧封川県の地域と懐集県のうち旧開建県の地域が合併し封開県が誕生した。

## 行政区画
下部に1街道、15鎮を管轄する
- 街道
  - 江口街道
- 鎮
  - 江川鎮、白垢鎮、大洲鎮、漁澇鎮、河児口鎮、連都鎮、杏花鎮、羅董鎮、長崗鎮、平鳳鎮、南豊鎮、大玉口鎮、都平鎮、金装鎮、長安鎮

## 出身者
- 陳欽:前漢の経学者。『陳氏春秋』を著す。
- 陳元:後漢の経学者。陳欽の子。『左伝異同』を著す。